# Francisca Antonia Arnal
Francisca Antonia Pasqual Arnal Rodríguez (Montevideo 18 de febrero de 1743 - Sauce, 20 de agosto de 1803) fue una criolla nacida en el territorio del actual Uruguay, madre del héroe nacional de ese país, José Gervasio Artigas.

## Biografía
Francisca Antonia Pasqual Arnal Rodríguez nació el 18 de febrero de 1743, en Montevideo. Fue la única hija en común de los inmigrantes María Rodríguez Camejo (canaria) y Felipe Pasqual Aznar (zaragozano de Illueca). Su madre ya se había casado antes, con un canario de nombre Francisco Luis, y fruto de este matrimonio habían nacido cuatro hijos. Luego de enviudar, María Rodríguez Camejo se casó en segundas nupcias con el zaragozano Felipe Pasqual Aznar. 
Su familia materna provenía de las Islas Canarias, y su madre junto con Francisco Luis, y su abuela, Leonarda Camejo, fueron unos de los primeros pobladores de Montevideo. Su padre arribó varios años después en 1735, diez años menor que su madre, había llegado como miliciano del regimiento de Cantabria, pero apenas llegó se dedicó a otras labores, y jamás ejerció como militar. Sus padres se casaron en Montevideo en 1741 o 1742. A partir del matrimonio su padre comenzó a prosperar en el comercio.
La infancia de Francisca se resumió en mucha catequesis, y en labores domésticas. Tuvo una infancia corta, recién 14 años contaba y el 23 de mayo de 1757 tuvo lugar su matrimonio con Martín José de Artigas en la Iglesia Matriz de Montevideo, llamada en ese momento "Parroquia de la Inmaculada Concepción y de los Santos Apóstoles Felipe y Santiago", en el cual ofició de cura el presbítero Juan Arguiso. De esta unión nacieron seis hijos, Martina Antonia, nacida en 1758, José Nicolás, nacido en 1761, José, nacido en 1764, Manuel Francisco, nacido en 1767, Pedro Ángel, nacido en 1769, y Cornelio Cipriano, nacido en 1771, de estos los dos últimos fallecieron a edades tempranas.
Su apellido aparece en documentos de la época de diversas formas: Asnal, Arnas, Aznar, Haznal y Armas, en 1768 ella modificó su apellido de Pasqual Aznar a Arnal. La calle de Montevideo "Francisca Aznar de Artigas" lleva su nombre, aunque el agregar la partícula "de" para referirse al apellido de su esposo no corresponde a las costumbres de la época. Harta de la suciedad y la gente de Montevideo de aquellos años, Francisca Antonia decide mudarse junto con su marido a la propiedad que poseían los Artigas a fines de 1770 en Sauce, actual departamento de Canelones. Falleció, probablemente de cáncer, en su estancia del Sauce, Departamento de Canelones el 20 de agosto de 1803, a los 60 años de edad.